# Giải của Hội phê bình phim Boston cho quay phim xuất sắc nhất
Giải của Hội phê bình phim Boston cho quay phim xuất sắc nhất là một trong các giải của Hội phê bình phim Boston dành cho quay phim, được coi là xuất sắc nhất.
Dưới đây là danh sách các phim và người đoạt giải:

### Thập niên 1980
| Năm  | Phim                       | Người quay phim             |
| ---- | -------------------------- | --------------------------- |
| 1980 | Raging Bull                | Michael Chapman             |
| 1981 | Pennies from Heaven        | Gordon Willis               |
| 1982 | E.T. the Extra-Terrestrial | Allen Daviau                |
| 1983 | Never Cry Wolf             | Hiro Narita                 |
| 1984 | The Killing Fields         | Chris Menges                |
| 1985 | Ran                        | Takao Saitô & Masaharu Ueda |
| 1986 | Blue Velvet                | Frederick Elmes             |
| 1987 | The Last Emperor           | Vittorio Storaro            |
| 1988 | Không có thông tin         | Không có thông tin          |
| 1989 | Không có thông tin         | Không có thông tin          |

### Thập niên 1990
| Năm  | Phim                     | Người quay phim    |
| ---- | ------------------------ | ------------------ |
| 1990 | Không có thông tin       | Không có thông tin |
| 1991 | The Silence of the Lambs | Tak Fujimoto       |
| 1992 | Không có thông tin       | Không có thông tin |
| 1993 | Schindler's List         | Janusz Kaminski    |
| 1994 | Ed Wood                  | Stefan Czapsky     |
| 1995 | Safe                     | Alex Nepomniaschy  |
| 1996 | The English Patient      | John Seale         |
| 1997 | Kundun                   | Roger Deakins      |
| 1998 | Saving Private Ryan      | Janusz Kaminski    |
| 1999 | Sleepy Hollow            | Emmanuel Lubezki   |

### Thập niên 2000
| Năm  | Phim                                                             | Người quay phim             |
| ---- | ---------------------------------------------------------------- | --------------------------- |
| 2000 | Crouching Tiger, Hidden Dragon (Wo hu cang long)                 | Peter Pau                   |
| 2001 | The Man Who Wasn't There                                         | Roger Deakins               |
| 2002 | Far from Heaven                                                  | Edward Lachman              |
| 2003 | The Travelling Birds (Le peuple migrateur)                       | Olli Barbé và 14 người khác |
| 2004 | House of Flying Daggers (Shi mian mai fu)                        | Xiaoding Zhao               |
| 2005 | Good Night, and Good Luck.                                       | Robert Elswit               |
| 2006 | Pan's Labyrinth (El Laberinto del fauno)                         | Guillermo Navarro           |
| 2007 | The Diving Bell and the Butterfly (Le scaphandre et le papillon) | Janusz Kaminski             |
| 2008 | Paranoid Park                                                    | Christopher Doyle & Rain Li |